# Рокингхам (Северна Каролина)
Рокингхам (енгл. Rockingham) град је у америчкој савезној држави Северна Каролина.

## Демографија
По попису из 2010. године број становника је 9.558, што је 114 (-1,2%) становника мање него 2000. године.
| Група             | 2000.         | 2010.         |
| Белци             | 6.243 (64,5%) | 5.337 (55,8%) |
| Афроамериканци    | 2.892 (29,9%) | 3.257 (34,1%) |
| Азијати           | 130 (1,3%)    | 199 (2,1%)    |
| Хиспаноамериканци | 203 (2,1%)    | 484 (5,1%)    |
| Укупно            | 9.672         | 9.558         |